# Ctenucha aymara
Ctenucha aymara là một loài bướm đêm thuộc phân họ Arctiinae, họ Erebidae.